# 大祖国阵线

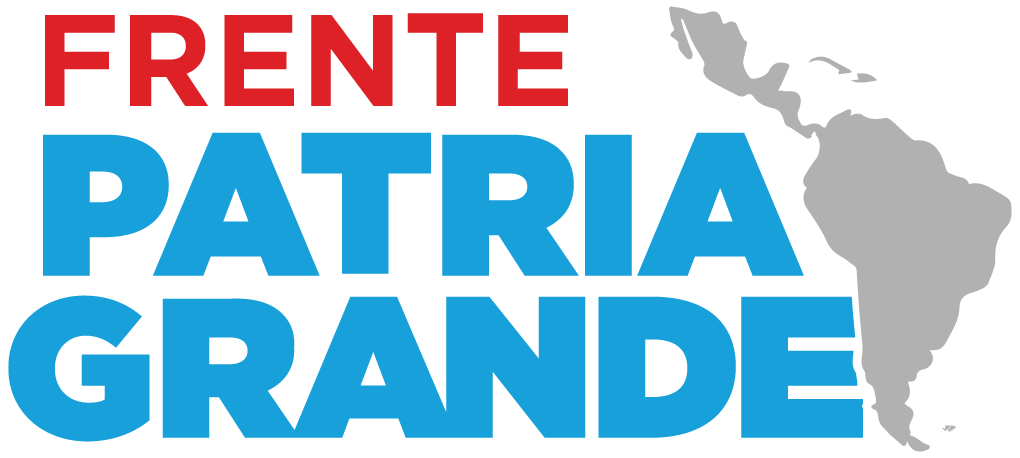
大祖国阵线标志

大祖国阵线（西班牙語：Frente Patria Grande）是阿根廷的一个左翼政党，由社会活动家胡安·格拉博伊斯于2018年10月创建，旨在支持克里斯蒂娜·费尔南德斯·德基什内尔在2019年阿根廷大选中竞选总统，并反对毛里西奥·马克里领导的政府。该党得名于“大祖国”的概念。该党是国际人民大会的成员。
2019年—2023年，该党是支持阿尔韦托·费尔南德斯竞选总统的庇隆主义联盟——大众阵线的成员（克里斯蒂娜·费尔南德斯·德基什内尔作为副总统候选人参与竞选）。在大众阵线获胜后，该党成员伊丽莎白·戈麦斯·阿尔科塔被任命为为妇女、性别和多样性事务部长。2023年，该党成为大众阵线的继承者祖国联盟的成员，并支持塞尔吉奥·马萨在2023年阿根廷大選中竞选总统。